# Campeonato Europeo de Triatlón de 2018
El XXXIV Campeonato Europeo de Triatlón se celebró en Glasgow (Reino Unido) entre el 9 y el 11 de agosto de 2018 bajo la organización de la Unión Europea de Triatlón (ETU) y la Federación Británica de Triatlón.
Los 1,5 km de natación se realizaron en el lago Strathclyde Loch, los 40 km de bicicleta y los 10 km de carrera se desarrollaron en un circuito en el Strathclyde Country Park.

## Resultados
| Evento               | Oro                                                                       | Plata                                                                        | Bronce                                                                       |
| -------------------- | ------------------------------------------------------------------------- | ---------------------------------------------------------------------------- | ---------------------------------------------------------------------------- |
| Masculino (10.08)    | Pierre Le Corre Francia                                                   | Fernando Alarza · España                                                     | Marten Van Riel · Bélgica                                                    |
| Femenino (09.08)     | Nicola Spirig · Suiza                                                     | Jessica Learmonth Reino Unido                                                | Cassandre Beaugrand Francia                                                  |
| Relevo mixto (11.08) | Francia Léonie Périault Pierre Le Corre Cassandre Beaugrand Dorian Coninx | Suiza · Lisa Berger · Andrea Salvisberg · Nicola Spirig · Sylvain Fridelance | Bélgica · Claire Michel · Jelle Geens · Valerie Barthelemy · Marten Van Riel |

### Masculino
| Puesto            | Triatleta         | País        |       |       |       | Final   |
| ----------------- | ----------------- | ----------- | ----- | ----- | ----- | ------- |
| Medalla de oro    | Pierre Le Corre   | Francia     | 16:44 | 57:21 | 31:56 | 1:47:17 |
| Medalla de plata  | Fernando Alarza   | España      | 17:34 | 57:47 | 30:44 | 1:47:28 |
| Medalla de bronce | Marten Van Riel   | Bélgica     | 16:55 | 57:07 | 32:17 | 1:47:40 |
| 4                 | Alistair Brownlee | Reino Unido | 16:49 | 57:15 | 32:47 | 1:48:12 |
| 5                 | Jelle Geens       | Bélgica     | 17:38 | 57:46 | 32:08 | 1:48:47 |
| 6                 | Tamás Tóth        | Hungría     | 16:54 | 57:16 | 33:27 | 1:48:53 |
| 7                 | Márk Dévay        | Hungría     | 16:47 | 57:15 | 33:37 | 1:49:04 |
| 8                 | Igor Polianski    | Rusia       | 16:50 | 57:14 | 33:44 | 1:49:09 |

### Femenino
| Puesto            | Triatleta           | País            |       |         |       | Final   |
| ----------------- | ------------------- | --------------- | ----- | ------- | ----- | ------- |
| Medalla de oro    | Nicola Spirig       | Suiza           | 18:46 | 1:02:51 | 36:13 | 1:59:13 |
| Medalla de plata  | Jessica Learmonth   | Reino Unido     | 17:55 | 1:03:38 | 36:44 | 1:59:46 |
| Medalla de bronce | Cassandre Beaugrand | Francia         | 17:58 | 1:05:28 | 36:00 | 2:00:57 |
| 4                 | Laura Lindemann     | Alemania        | 18:44 | 1:05:54 | 35:34 | 2:01:42 |
| 5                 | Vendula Frintová    | República Checa | 18:48 | 1:05:52 | 36:03 | 2:02:06 |
| 5                 | Claire Michel       | Bélgica         | 18:54 | 1:05:50 | 35:56 | 2:02:06 |
| 7                 | Julia Hauser        | Austria         | 19:13 | 1:05:30 | 36:28 | 2:02:37 |
| 8                 | Kaidi Kivioja       | Estonia         | 19:50 | 1:04:51 | 36:29 | 2:02:38 |

### Relevo mixto
| Puesto            | País    | R1    | R2    | R3    | R4    | Final   |
| ----------------- | ------- | ----- | ----- | ----- | ----- | ------- |
| Medalla de oro    | Francia | 19:10 | 17:49 | 19:39 | 18:30 | 1:15:07 |
| Medalla de plata  | Suiza   | 19:26 | 17:47 | 19:18 | 18:49 | 1:15:18 |
| Medalla de bronce | Bélgica | 19:10 | 17:46 | 20:14 | 18:21 | 1:15:29 |

## Medallero
| Núm. | País        | Oro | Plata | Bronce | Total |
| ---- | ----------- | --- | ----- | ------ | ----- |
| 1    | Francia     | 2   | 0     | 1      | 3     |
| 2    | Suiza       | 1   | 1     | 0      | 2     |
| 3    | España      | 0   | 1     | 0      | 1     |
| 3    | Reino Unido | 0   | 1     | 0      | 1     |
| 5    | Bélgica     | 0   | 0     | 2      | 2     |
|      | TOTAL       | 3   | 3     | 3      | 9     |